# Герб Воронова
Герб Во́ронова — офіційний символ села Воронів, Городенківського району Івано-Франківської області, затверджений 5 березня 2003 р. рішенням VII сесії Незвиської сільської ради IV скликання.
Автори — Андрій Гречило та Я. Левкун.

## Опис герба
На синьому полі срібне геральдичне вістря, на якому лазурова підкова вухами догори, справа — золота восьмипроменева зірка, зліва — срібна квітка вишні. Щит обрамований декоративним картушем i увінчаний золотою сільською короною.

## Значення символів
Підкова символізує щастя, добробут. Зірка уособлює Богородицю, яка є покровителькою місцевої церкви. Квітка вказує на багатство й красу навколишньої природи.